# Yves de Kermabon
Yves de Kermabon (* 4. November 1948 in Marvejols, Lozère) ist ein General a. D. des französischen Heeres. Er was von 2004 bis 2005 Kommandeur der KFOR und von 2008 bis 2010 Missionschef der EU-Rechtsstaatlichkeitsmission EULEX.

## Militärische Laufbahn
Yves de Kermabon besuchte ab 1970 die Militärakademie Saint-Cyr und schlug die Ausbildung zum Artillerie- und Kavallerieoffizier ein.
Die längste Zeit diente er im 1. Kavallerieregiment der Fremdenlegion (1er REC). Dort stieg er vom Zugführer (Sous-lieutenant) über den Kompaniechef (Capitaine commandant d’unité élémentaire) bis zum Colonel und Regimentskommandeur auf.
Während seiner Zeit als Kompaniechef wurde er dreimal nach Afrika entsandt: in den Tschad (1978 und 1979) und in die Zentralafrikanische Republik 1981. Als Kommandeur des 1er REC versah er mit seinen Fremdenlegionären einen sechsmonatigen Dienst im Rahmen der UN-Übergangsverwaltung in Kambodscha.
De Kermabon diente auch in verschiedenen Stabsfunktionen innerhalb der französischen Armee: Er war Berater des Generaltruppeninspektors (1984–1987), stellvertretender Leiter der Heeresabteilung im Militärkabinett des Verteidigungsministeriums (1989–91), Stabschef der 6. Leichten Panzerdivision (1994–1997) und Kabinettschef des Generaldirektors der Heerespersonalamts (1997–1998).
In seiner Dienstzeit in der 6. Leichten Panzerdivision beteiligte er sich an zwei Auslandseinsätzen im ehemaligen Jugoslawien: in seinem ersten Einsatz von Januar bis Mai 1995 als stellvertretender Kommandant des Sarajevo-Sektors im Rahmen der UNPROFOR, in seinem zweiten Einsatz von Dezember 1995 bis Mai 1996 als Stabschef der Multinationalen Division Süd-Ost der IFOR-Schutztruppen.
Nach seiner Beförderung zum Général de brigade im Oktober 1998 war er stellvertretender Abteilungsleiter für Rekrutierung und Personalgewinnung im Heerespersonalamt. Von August 2000 bis Oktober 2002 war er Kommandeur der 6. Leichten Panzerdivision. 
Während dieser Zeit war er für vier Monate Kommandeur der Multinationalen Brigade (MNB) Nord in Mitrovica, Kosovo. Am 1. Oktober 2002 wurde er zum Géneral de division befördert und erhielt das Kommando über den Führungsstab 4 der Einsatztruppen. Im März 2003 wurde er erneut im Kosovo verwendet, diesmal als Stellv. Kommandeur KFOR für sechs Monate.
Vom 1. September 2004 bis 31. August 2005 war er zehnter Kommandeur Kosovo Force (COMKFOR). Seine letzte Beförderung zum Général de corps d’armee erfolgte im Oktober 2004.
Vom 1. Oktober 2005 bis 2007 war er Kommandeur des neu aufgebauten Quartier général de corps de réaction rapide - France (QG CRR-FR) (Hauptquartier der schnellen Eingreifkräfte)  der französischen Armee in Lille.
Im Februar 2008 wurde de Kermabon zum Leiter der EU-Krisenmission EULEX Kosovo berufen.

## Privatleben
Kermabon ist verheiratet und hat fünf Kinder.